# Liste der Botschafter der Vereinigten Staaten im Kosovo
Die Liste der Botschafter der Vereinigten Staaten im Kosovo bietet einen Überblick über die Leiter der US-amerikanischen diplomatischen Vertretung im Kosovo seit der Aufnahme diplomatischer Beziehungen. 

## Botschafter

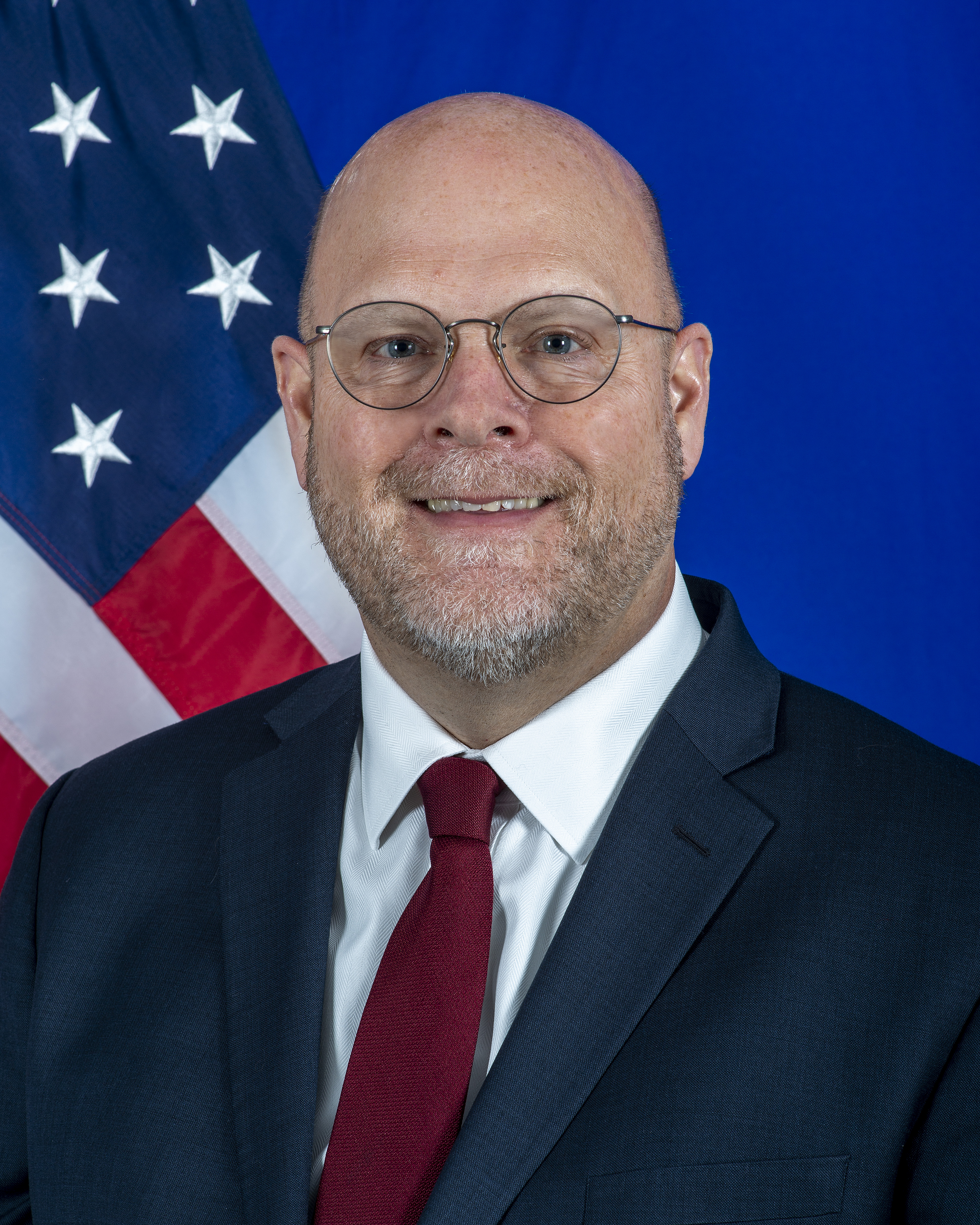
Jeff Hovenier, derzeitiger US-Botschafter in Pristina.

| Amtszeit  | Name                | Anmerkung |
| --------- | ------------------- | --------- |
| 2002–2003 | Reno L. Harnish     |           |
| 2003–2004 | Marcie Berman Ries  |           |
| 2004–2006 | Philip Goldberg     |           |
| 2006–2009 | Tina Kaidanow       |           |
| 2009–2012 | Christopher Dell    |           |
| 2012–2015 | Tracey Ann Jacobson |           |
| 2015–2018 | Greg Delawie        |           |
| 2018–2021 | Philip S. Kosnett   |           |
| 2022–     | Jeff Hovenier       |           |